# Dichaetophora surukella
Dichaetophora surukella är en tvåvingeart som först beskrevs av Toyohi Okada 1965.  Dichaetophora surukella ingår i släktet Dichaetophora och familjen daggflugor. Inga underarter finns listade i Catalogue of Life.